# Фельдман, Михаил Григорьевич
Михаил Григорьевич Фельдман (род. 20 декабря 1964, Москва) — израильский бард, поэт.

## Биография
Фельдман Михаил Григорьевич («Генри», «Летчик») окончил МАДИ (1986). Работал инженером-дорожником в НИИ Гипродор, стихи и песни начал писать в студенческие годы.
С 1991 года Михаил живёт в Беэр-Шеве (Израиль).
Выступать со сцены Михаил Фельдман начал в Израиле и довольно быстро стал известен в бардовских кругах. Его «Державиным» был Игорь Губерман, организовавший Михаилу первый концерт в Иерусалиме в 1998 году.
Лауреат израильского фестиваля авторской песни «Дуговка-2000» в номинации «лучший автор».
Публиковался в «Литературной газете» и «Новой Юности», постоянный автор «Иерусалимского журнала». В 2002 году была издана книга стихов и песен «Со среды на пятницу», предисловие к которой написал Феликс Кривин.
Тексты песен Михаила Фельдмана вошли в Антологию израильской авторской песни «А шарик летит…» и в Антологию авторской песни (составитель Д. А. Сухарев).
Михаил Фельдман участвовал в записи диска «Иерусалимский альбом», вместе с Юлием Кимом, Дмитрием Кимельфельдом, и Александром Медведенко и Мариной Меламед, первый диск из серии «Авторская песня в Израиле», который моментально разошёлся среди почитателей жанра.
В настоящее время Михаил Фельдман входит в обойму наиболее популярных бардов Израиля; участвует в группе Творческое объединение «Ристалище» вместе с Михаилом Сипером, Михаилом Волковым, Александром Даяном, Асей Гликсон.
Работает инженером-дорожником.

## Дискография
- «Купе для курящих», кассета
- «По мысли режиссёра», кассета
- «Билет на Альфу-Центавра», CD
- «Вдоль по бездорожью» (2009), CD